# Piotr Iłowiecki
Piotr Iłowiecki herbu Ostoja (zm. po 1502) – burgrabia poznański, chorąży kaliski, wicechorąży poznański, chorąży poznański, właściciel miasta Wolsztyna.

## Życiorys
Należał do heraldycznego rodu Ostojów (Mościców). Przodkowie Iłowieckiego wywodzili się z Iłówca w Wielkopolsce. Jego rodzina była wymieniana przez Bartosza Paprockigo i Kaspra Niesieckiego.
Był synem Wojciecha i Elżbiety Koleńskiej. Sprawował liczne funkcje i urzędy. W roku 1475 występował jako burgrabia poznański, w latach 1485–1487 piastował urząd chorążego kaliskiego, następnie był wicechorążym poznańskim w roku 1487 i chorążym poznańskim w latach 1487-1496.
Piotr Iłowiecki posiadał liczne majątki ziemskie. Po ojcu odziedziczył dobra w Iłówcu Małym i Wielkim oraz w sąsiedniej Pecnie. W latach 1465–1469 wszedł w posiadanie miasta Sarnowa (obecnie dzielnica Rawicza) oraz wsi Sarnówka i Żołędnica. W roku 1473 kupił dobra we wsi Gola (koło Miejskiej Górki). W latach 1474–1777 nabył, m.in. od Łaszczyńskich, dobra w Łaszczynie. W roku 1478 kupił całą wieś Racat (obecnie Racot). W latach 1480–1495 wykupił, z rąk różnych właścicieli, miasto Wolsztyn wraz z wsiami Komorowo i Karpicko. Od 1491 roku był właścicielem wsi Gorzyce koło Wrześni.
Zawarł związek małżeński z Elżbietę, z którą miał trójkę dzieci, dwóch synów - Jana i Andrzeja oraz córkę Małgorzatę.